# Plectrocerum cribratum
Plectrocerum cribratum är en skalbaggsart som beskrevs av Sallé 1856. Plectrocerum cribratum ingår i släktet Plectrocerum och familjen långhorningar.
Artens utbredningsområde är Haiti. Inga underarter finns listade i Catalogue of Life.